# Concoules
Concoules est une commune française située dans le nord du département du Gard, en région Occitanie.
Exposée à un climat méditerranéen, elle est drainée par la Cèze, l'Homol, la Connes, l'Amalet, la rivière du Pont Brignet, le ruisseau de Gourdouse et par divers autres petits cours d'eau. Incluse dans les Cévennes, la commune possède un patrimoine naturel remarquable : trois sites Natura 2000 (le « mont Lozère », les « hautes vallées de la Cèze et du Luech » et « les Cévennes ») et trois zones naturelles d'intérêt écologique, faunistique et floristique.
Concoules est une commune rurale qui compte 271 habitants en 2022, après avoir connu un pic de population de 1 346 habitants en 1866. Ses habitants sont appelés les Concoulois et Concouloises.
Le patrimoine architectural de la commune comprend un immeuble protégé au titre des monuments historiques : l'église Saint-Étienne, inscrite en 1949.

## Géographie

### Localisation
La commune est située dans le nord du département du Gard. Elle est limitrophe de la Lozère.

### Communes limitrophes
Les communes limitrophes sont Villefort, Génolhac, Pourcharesses, Vialas, Aujac, Ponteils-et-Brésis, Sénéchas et Pont de Montvert - Sud Mont Lozère.
| Pourcharesses (Lozère)                      | Ponteils-et-Brésis |          |
| Pont de Montvert - Sud Mont Lozère (Lozère) | Concoules          | Aujac    |
| Vialas (Lozère)                             | Génolhac           | Sénéchas |

### Géologie et relief

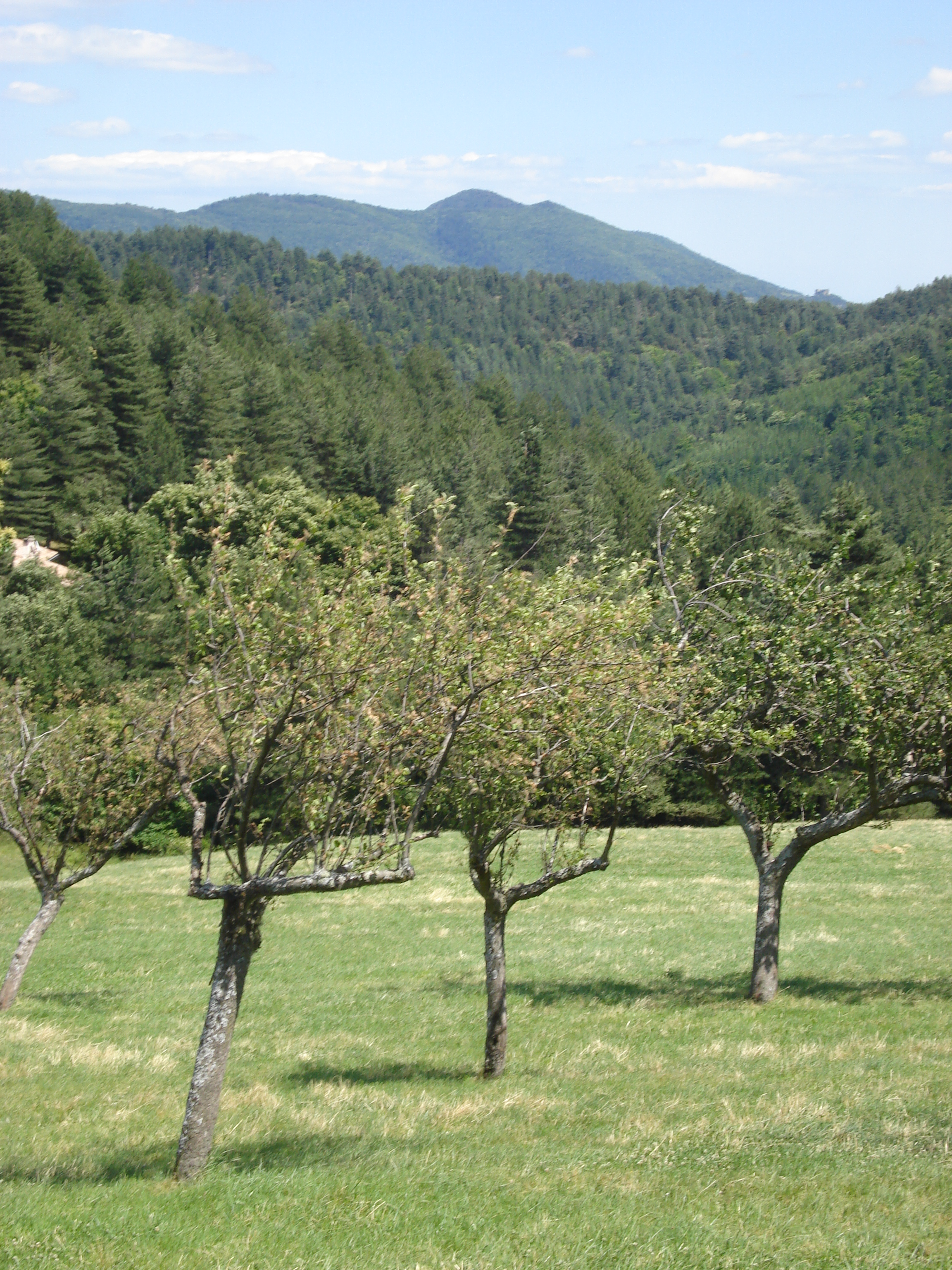
Concoules, paysage cévenol.

Concoules se trouve à 635 mètres d'altitude dans la haute vallée de la Cèze, tout de suite à l'est du Mont Lozère qui domine le territoire communal de sa crête qui monte de 1 350 mètres (plateau de la Croix de l'Hermite qui comporte le plus haut col du Gard : le col du Pré de la Dame à 1 474 mètres et le second sommet du département au Signal de Costelades à 1 508 mètres après le mont Aigoual) sur la route en direction de la station du Mas de la Barque surplombé par le pic Cassini (1 685 mètres, en Lozère).

### Hydrographie
Plusieurs ruisseaux passent sur le territoire de la commune, petits affluents et sous-affluents de la Cèze. La route Génolhac - Mas de la Barque constitue d'ailleurs une des plus fortes dénivellations du Massif central avec celle de Valleraugue - le mont Aigoual.

### Climat
Pour des articles plus généraux, voir Climat de l'Occitanie et Climat du Gard.
En 2010, le climat de la commune est de type climat méditerranéen franc, selon une étude s'appuyant sur une série de données couvrant la période 1971-2000. En 2020, Météo-France publie une typologie des climats de la France métropolitaine dans laquelle la commune est exposée à un climat de montagne ou de marges de montagne et est dans une zone de transition entre les régions climatiques « Provence, Languedoc-Roussillon » et « Sud-est du Massif Central »0.
Pour la période 1971-2000, la température annuelle moyenne est de 10,9 °C, avec une amplitude thermique annuelle de 16,6 °C. Le cumul annuel moyen de précipitations est de 1 837 mm, avec 8,9 jours de précipitations en janvier et 5 jours en juillet. Pour la période 1991-2020, la température moyenne annuelle observée sur la station météorologique la plus proche, située sur la commune de Génolhac à 4 km à vol d'oiseau, est de 13,2 °C et le cumul annuel moyen de précipitations est de 1 692,5 mm,. Pour l'avenir, les paramètres climatiques de la commune estimés pour 2050 selon différents scénarios d’émission de gaz à effet de serre sont consultables sur un site dédié publié par Météo-France en novembre 2022.

### Milieux naturels et biodiversité

#### Espaces protégés
La protection réglementaire est le mode d’intervention le plus fort pour préserver des espaces naturels remarquables et leur biodiversité associée,.
Dans ce cadre, la commune fait partie de la zone cœur du Parc national des Cévennes. Ce  parc national, créé en 1967, est un territoire de moyenne montagne formé de cinq entités géographiques : le massif de l'Aigoual, le causse Méjean avec les gorges du Tarn et de la Jonte, le mont Lozère, les vallées cévenoles ainsi que le piémont cévenol.
La commune fait également partie des Cévennes, un territoire  reconnu réserve de biosphère par l'UNESCO en 1985 pour la mosaïque de milieux naturels qui la composent et qui abritent une biodiversité exceptionnelle, avec 2 400 espèces animales, 2 300 espèces de plantes à fleurs et de fougères, auxquelles s’ajoutent d’innombrables mousses, lichens, champignons,.

#### Réseau Natura 2000

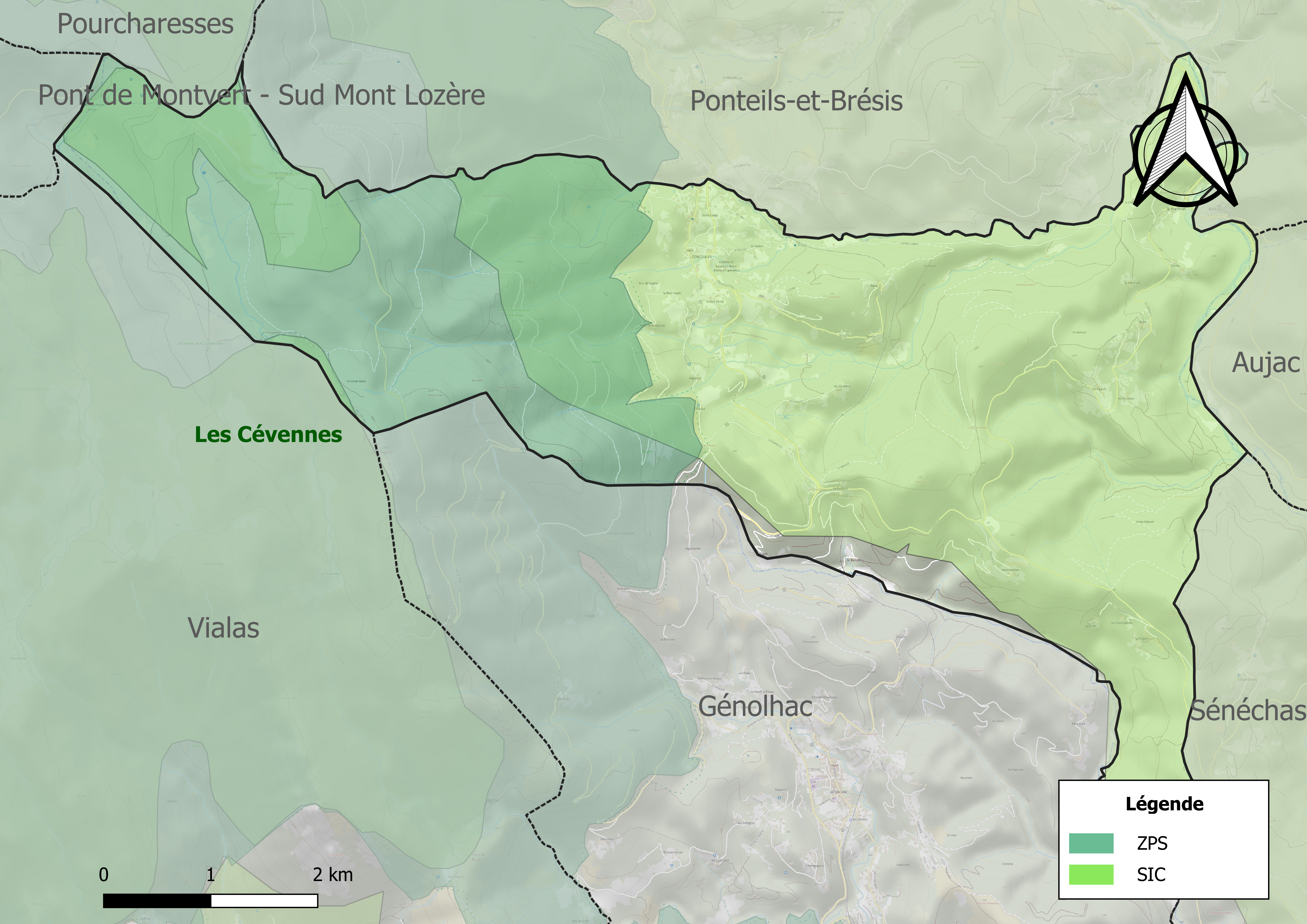
Sites Natura 2000 sur le territoire communal.

Le réseau Natura 2000 est un réseau écologique européen de sites naturels d'intérêt écologique élaboré à partir des directives habitats et oiseaux, constitué de zones spéciales de conservation (ZSC) et de zones de protection spéciale (ZPS).
Deux sites Natura 2000 ont été définis sur la commune au titre de la directive habitats :
- le « mont Lozère », d'une superficie de 11 687 ha, la plus grande zone continue de pelouses pseudo-alpines du sud du Massif central[15] ;
- les « hautes vallées de la Cèze et du Luech », d'une superficie de 12 680 ha, correspondant à la partie amont du bassin versant de la Cèze. Elles présentent un patrimoine naturel remarquable, avec quatre espèces piscicoles : l'écrevisse à pattes blanches, le castor, la loutre et le barbeau méridional et cinq habitats d'intérêt communautaire d'origine[16] ;

et un au titre de la directive oiseaux : 
- « les Cévennes », d'une superficie de 92 044 ha, correspondant précisément à la zone centrale du parc national des Cévennes et rassemblant plusieurs ensembles distincts. La diversité des milieux et des paysages permet le maintien d'une avifaune riche et diversifiée : au total, 135 espèces d'oiseaux, dont 22 inscrites à l'annexe 1 de la directive 79-409-CEE, recensées dans la zone centrale du parc, dont une vingtaine d'espèces de rapaces diurnes et sept nocturnes[17].

#### Zones naturelles d'intérêt écologique, faunistique et floristique
L’inventaire des zones naturelles d'intérêt écologique, faunistique et floristique (ZNIEFF) a pour objectif de réaliser une couverture des zones les plus intéressantes sur le plan écologique, essentiellement dans la perspective d’améliorer la connaissance du patrimoine naturel national et de fournir aux différents décideurs un outil d’aide à la prise en compte de l’environnement dans l’aménagement du territoire.
Une ZNIEFF de type 1 est recensée sur la commune :
la « forêt domaniale de Malmontet » (1 511 ha), couvrant 3 communes du département et deux ZNIEFF de type 2, : 
- le « massif du Mont Lozère » (40 064 ha), couvrant 22 communes dont 3 dans le Gard et 19 dans la Lozère[20] ;
- les « vallées amont de la Cèze et de la Ganière » (10 752 ha), couvrant 11 communes dont 9 dans le Gard et 2 dans la Lozère[21].

Carte des ZNIEFF de type 1 et 2 à Concoules.
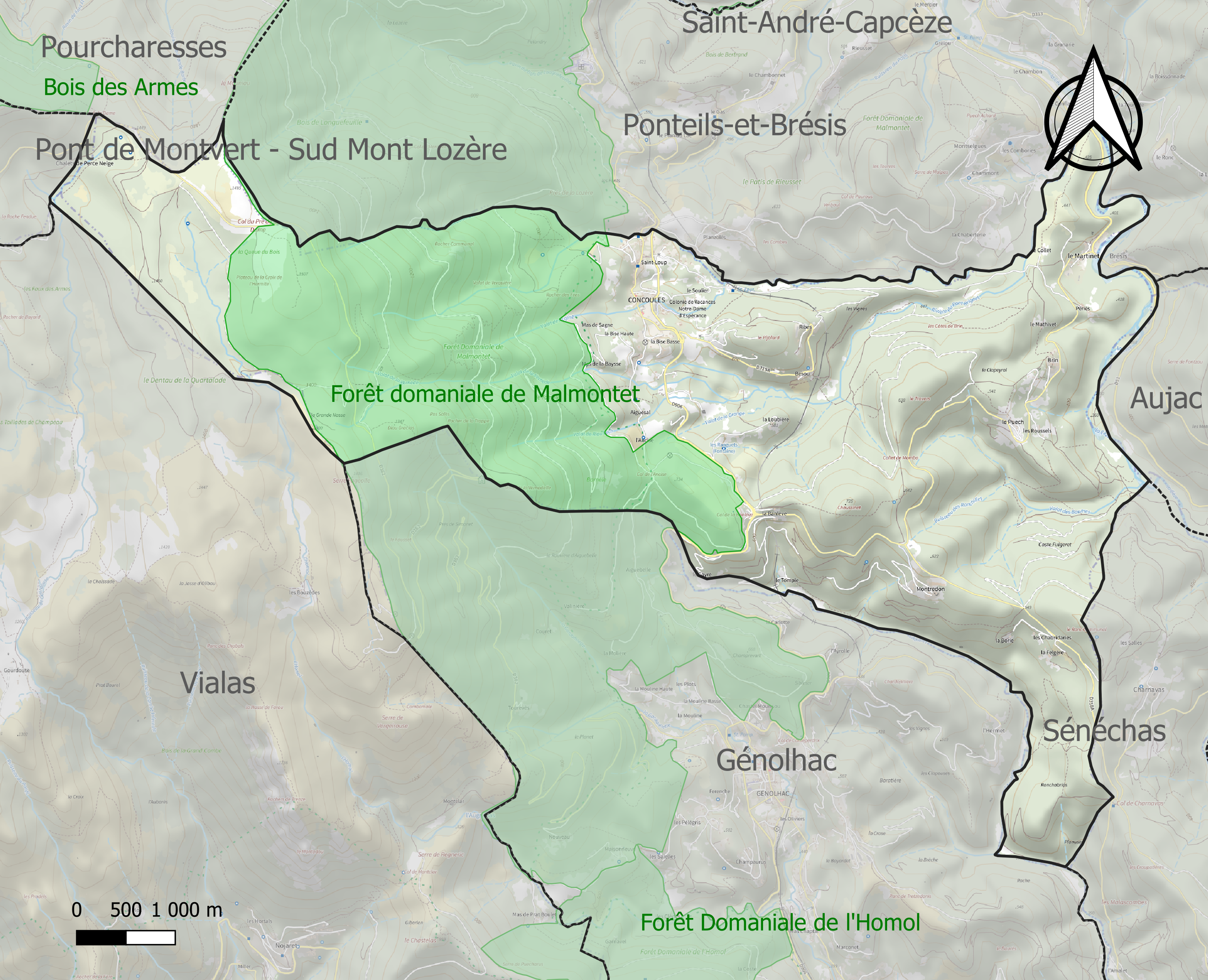
Carte de la ZNIEFF de type 1 sur la commune.
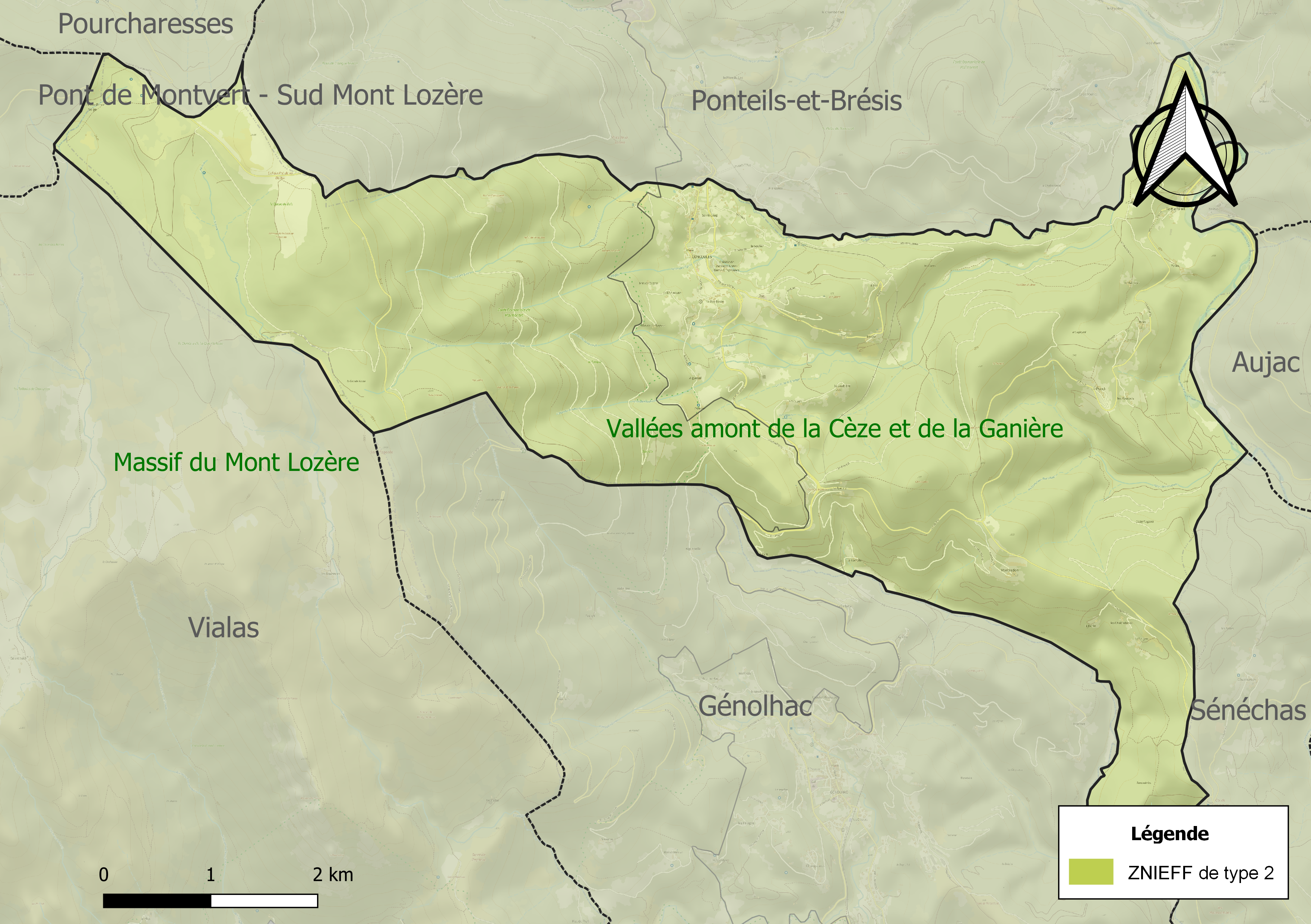
Carte des ZNIEFF de type 2 sur la commune.

## Urbanisme

### Typologie
Au 1er janvier 2024, Concoules est catégorisée commune rurale à habitat dispersé, selon la nouvelle grille communale de densité à sept niveaux définie par l'Insee en 2022.
Elle est située hors unité urbaine et hors attraction des villes,.

### Occupation des sols
L'occupation des sols de la commune, telle qu'elle ressort de la base de données européenne d’occupation biophysique des sols Corine Land Cover (CLC), est marquée par l'importance des forêts et milieux semi-naturels (93,2 % en 2018), une proportion identique à celle de 1990 (93,2 %). La répartition détaillée en 2018 est la suivante : 
forêts (90,1 %), zones agricoles hétérogènes (6,7 %), milieux à végétation arbustive et/ou herbacée (3,1 %), prairies (0,1 %). L'évolution de l’occupation des sols de la commune et de ses infrastructures peut être observée sur les différentes représentations cartographiques du territoire : la carte de Cassini (XVIIIe siècle), la carte d'état-major (1820-1866) et les cartes ou photos aériennes de l'IGN pour la période actuelle (1950 à aujourd'hui).

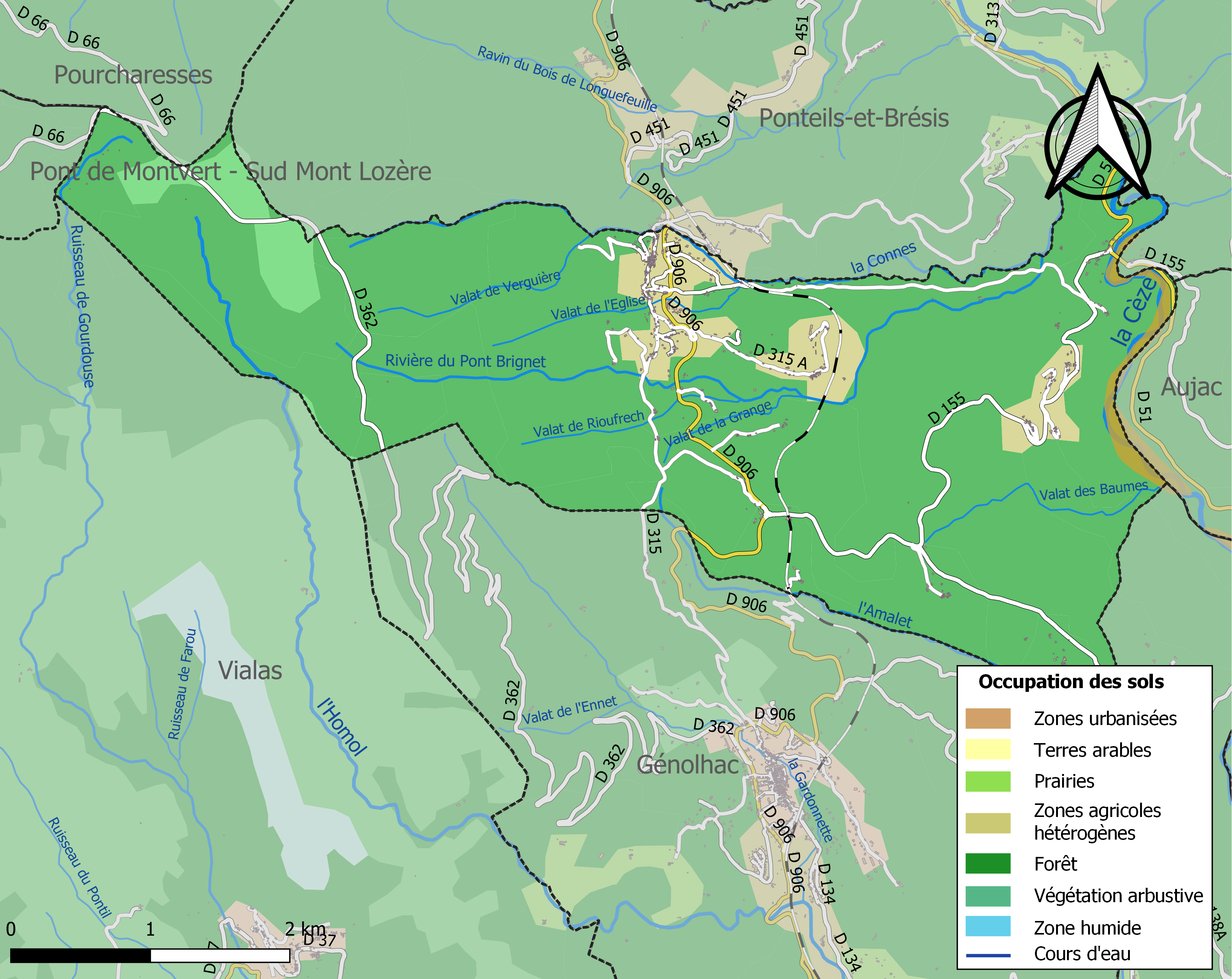
Carte des infrastructures et de l'occupation des sols de la commune en 2018 (CLC).

### Risques majeurs
Le territoire de la commune de Concoules est vulnérable à différents aléas naturels : météorologiques (tempête, orage, neige, grand froid, canicule ou sécheresse), inondations, feux de forêts, mouvements de terrains et séisme (sismicité faible). Il est également exposé à un risque technologique, le transport de matières dangereuses, et à un risque particulier : le risque de radon. Un site publié par le BRGM permet d'évaluer simplement et rapidement les risques d'un bien localisé soit par son adresse soit par le numéro de sa parcelle.

#### Risques naturels
Certaines parties du territoire communal sont susceptibles d’être affectées par le risque d’inondation par débordement de cours d'eau, notamment la Cèze et l'Homol. La commune a été reconnue en état de catastrophe naturelle au titre des dommages causés par les inondations et coulées de boue survenues en 1982, 1995, 2006 et 2008,.

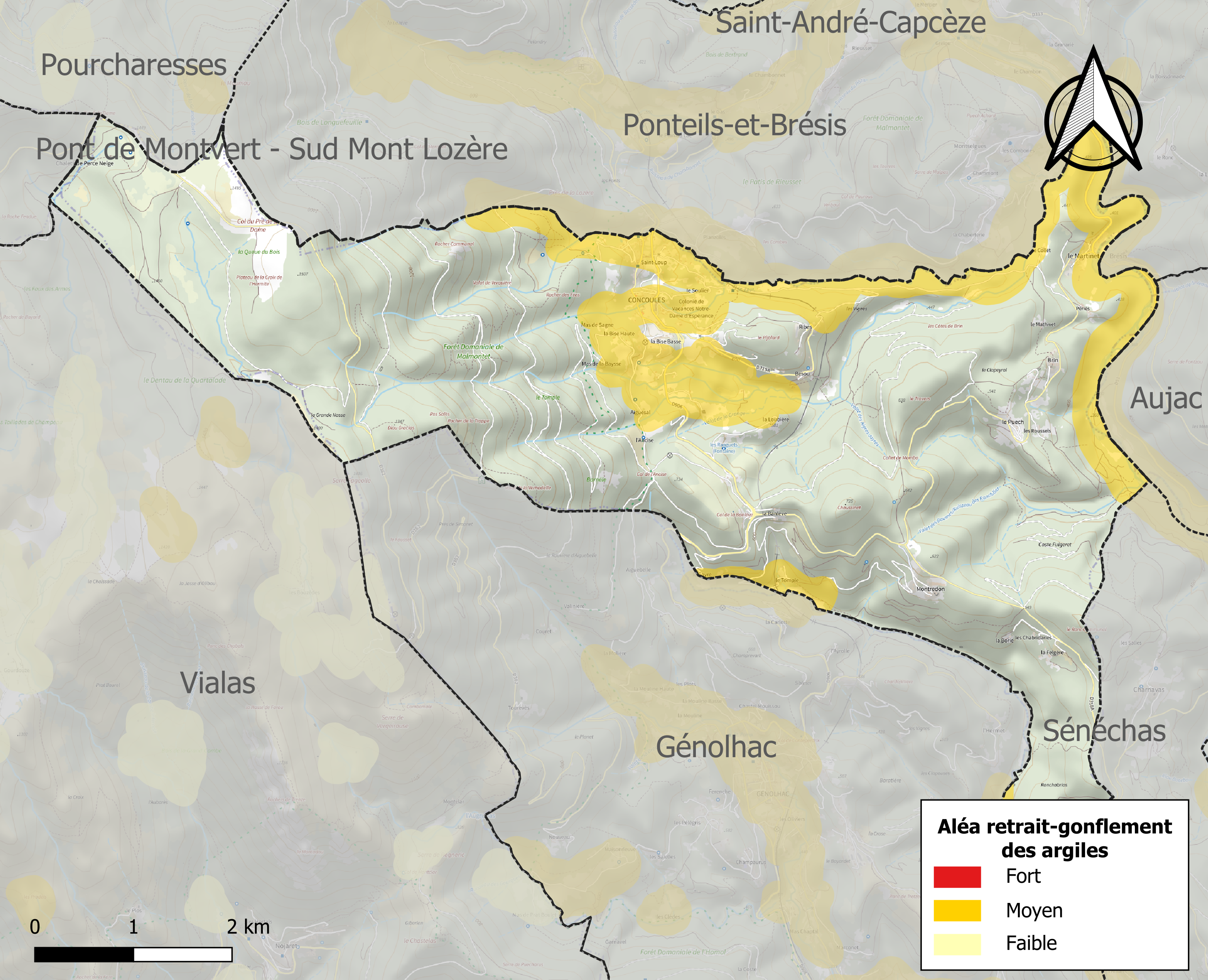
Carte des zones d'aléa retrait-gonflement des sols argileux de Concoules.

La commune est vulnérable au risque de mouvements de terrains constitué principalement du retrait-gonflement des sols argileux. Cet aléa est susceptible d'engendrer des dommages importants aux bâtiments en cas d’alternance de périodes de sécheresse et de pluie. 18,4 % de la superficie communale est en aléa moyen ou fort (67,5 % au niveau départemental et 48,5 % au niveau national). Sur les 298 bâtiments dénombrés sur la commune en 2019, 157 sont en aléa moyen ou fort, soit 53 %, à comparer aux 90 % au niveau départemental et 54 % au niveau national. Une cartographie de l'exposition du territoire national au retrait gonflement des sols argileux est disponible sur le site du BRGM,.
Par ailleurs, afin de mieux appréhender le risque d’affaissement de terrain, l'inventaire national des cavités souterraines permet de localiser celles situées sur la commune.

#### Risques technologiques
Le risque de transport de matières dangereuses sur la commune est lié à sa traversée par des infrastructures routières ou ferroviaires importantes ou la présence d'une canalisation de transport d'hydrocarbures. Un accident se produisant sur de telles infrastructures est en effet susceptible d’avoir des effets graves au bâti ou aux personnes jusqu’à 350 m, selon la nature du matériau transporté. Des dispositions d’urbanisme peuvent être préconisées en conséquence.

#### Risque particulier
Dans plusieurs parties du territoire national, le radon, accumulé dans certains logements ou autres locaux, peut constituer une source significative d’exposition de la population aux rayonnements ionisants. Certaines communes du département sont concernées par le risque radon à un niveau plus ou moins élevé. Selon la classification de 2018, la commune de Concoules est classée en zone 3, à savoir zone à potentiel radon significatif.

## Toponymie
Occitan Concolas, attesté par les formes : de Concolas, 1176, de Concolis, 1345 (DT), nom dérivé des petites conques ou réservoirs d'eau que l'on trouve dans cette localité. La forme est clairement au pluriel. La lettre O de l'occitan note traditionnellement le son /u/ ce qui explique la francisation Concoules. Le premier O en position non tonique a pu se nasaliser en français.

## Histoire

### Moyen Âge
Concoules était une dépendance de la seigneurie de Villefort et de la baronnie de Tournel.

### Révolution française et Empire
Au cours de la Révolution française, la commune porte provisoirement le nom de Montagne-Concoules.

### Époque contemporaine
Depuis le 1er janvier 2016 la région Languedoc-Roussillon, à laquelle appartient le Gard, a fusionné avec la région Midi-Pyrénées. L'ensemble est devenu la nouvelle région Occitanie.

## Politique et administration

### Liste des maires
| Période                                  | Période  | Identité           | Étiquette | Qualité  |
| ---------------------------------------- | -------- | ------------------ | --------- | -------- |
| 2001                                     | 2008     | Bertrand Pellet    | DVD       |          |
| 2008                                     | 2020     | René Praden        | PS        | Retraité |
| 2020                                     | En cours | Jean-Marie Malaval | DVG       |          |
| Les données manquantes sont à compléter. |          |                    |           |          |

## Population et société

### Démographie
L'évolution du nombre d'habitants est connue à travers les recensements de la population effectués dans la commune depuis 1793. Pour les communes de moins de 10 000 habitants, une enquête de recensement portant sur toute la population est réalisée tous les cinq ans, les populations de référence des années intermédiaires étant quant à elles estimées par interpolation ou extrapolation. Pour la commune, le premier recensement exhaustif entrant dans le cadre du nouveau dispositif a été réalisé en 2008.

En 2022, la commune comptait 271 habitants, en évolution de +5,04 % par rapport à 2016 (Gard : +2,97 %, France hors Mayotte : +2,11 %).
| 1793 | 1800 | 1806 | 1821 | 1831 | 1836 | 1841 | 1846 | 1851 |
| ---- | ---- | ---- | ---- | ---- | ---- | ---- | ---- | ---- |
| 899  | 502  | 930  | 830  | 833  | 700  | 775  | 790  | 812  |

| 1856 | 1861 | 1866  | 1872 | 1876 | 1881 | 1886 | 1891 | 1896 |
| ---- | ---- | ----- | ---- | ---- | ---- | ---- | ---- | ---- |
| 743  | 684  | 1 346 | 646  | 589  | 584  | 550  | 502  | 498  |

| 1901 | 1906 | 1911 | 1921 | 1926 | 1931 | 1936 | 1946 | 1954 |
| ---- | ---- | ---- | ---- | ---- | ---- | ---- | ---- | ---- |
| 485  | 473  | 432  | 381  | 357  | 315  | 326  | 324  | 286  |

| 1962 | 1968 | 1975 | 1982 | 1990 | 1999 | 2006 | 2008 | 2013 |
| ---- | ---- | ---- | ---- | ---- | ---- | ---- | ---- | ---- |
| 261  | 238  | 262  | 241  | 236  | 256  | 260  | 260  | 258  |

| 2018 | 2022 | - | - | - | - | - | - | - |
| ---- | ---- | - | - | - | - | - | - | - |
| 259  | 271  | - | - | - | - | - | - | - |

### Cultes
La paroisse fait partie du diocèse d'Uzès, doyenné de Gravières.

## Culture locale et patrimoine

### Édifices religieux
- Église Saint-Étienne du XIIe siècle. La Façade Ouest et la travée attenante de la nef ont été inscrits au titre des monuments historiques en 1949[41].

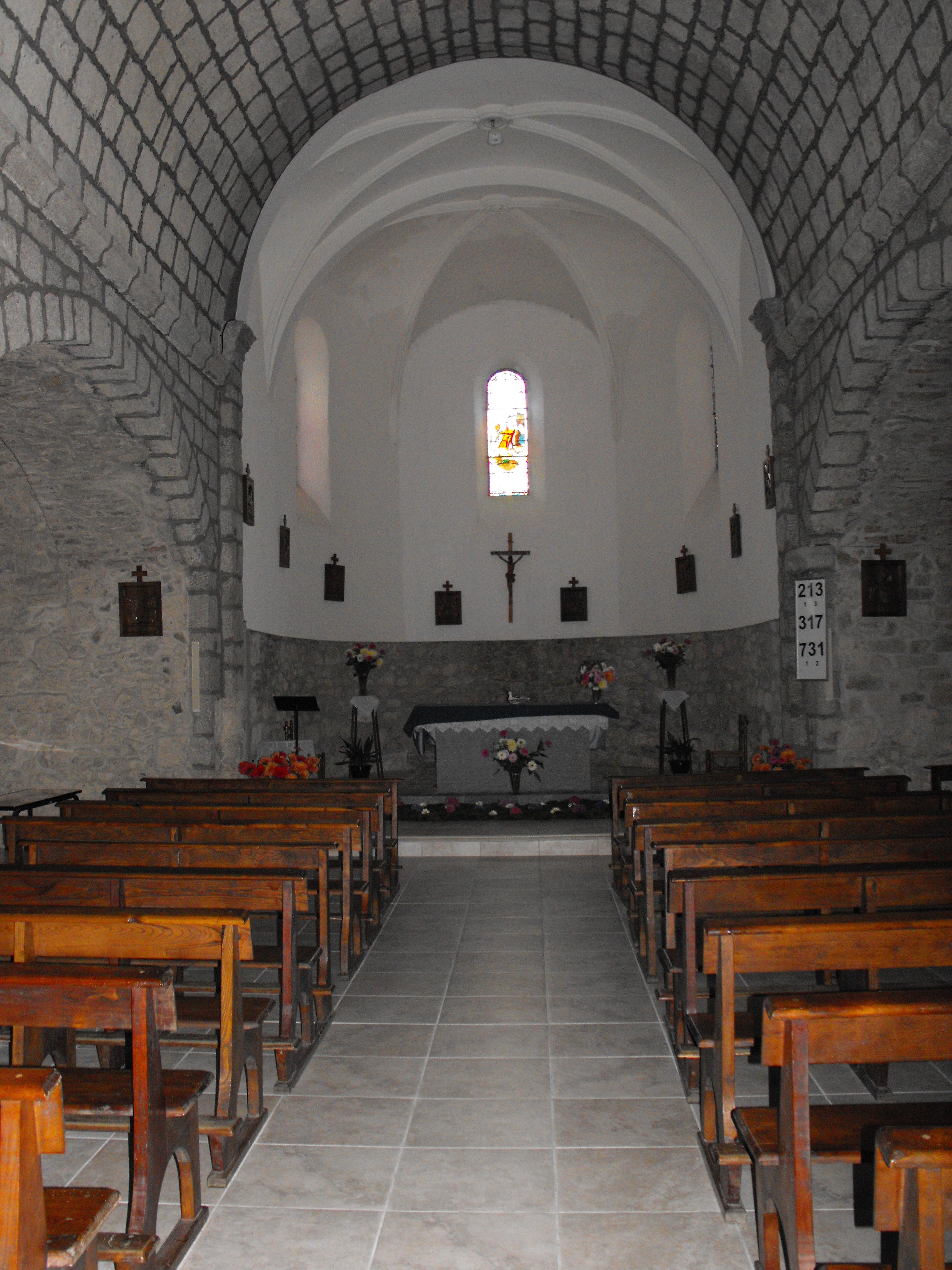
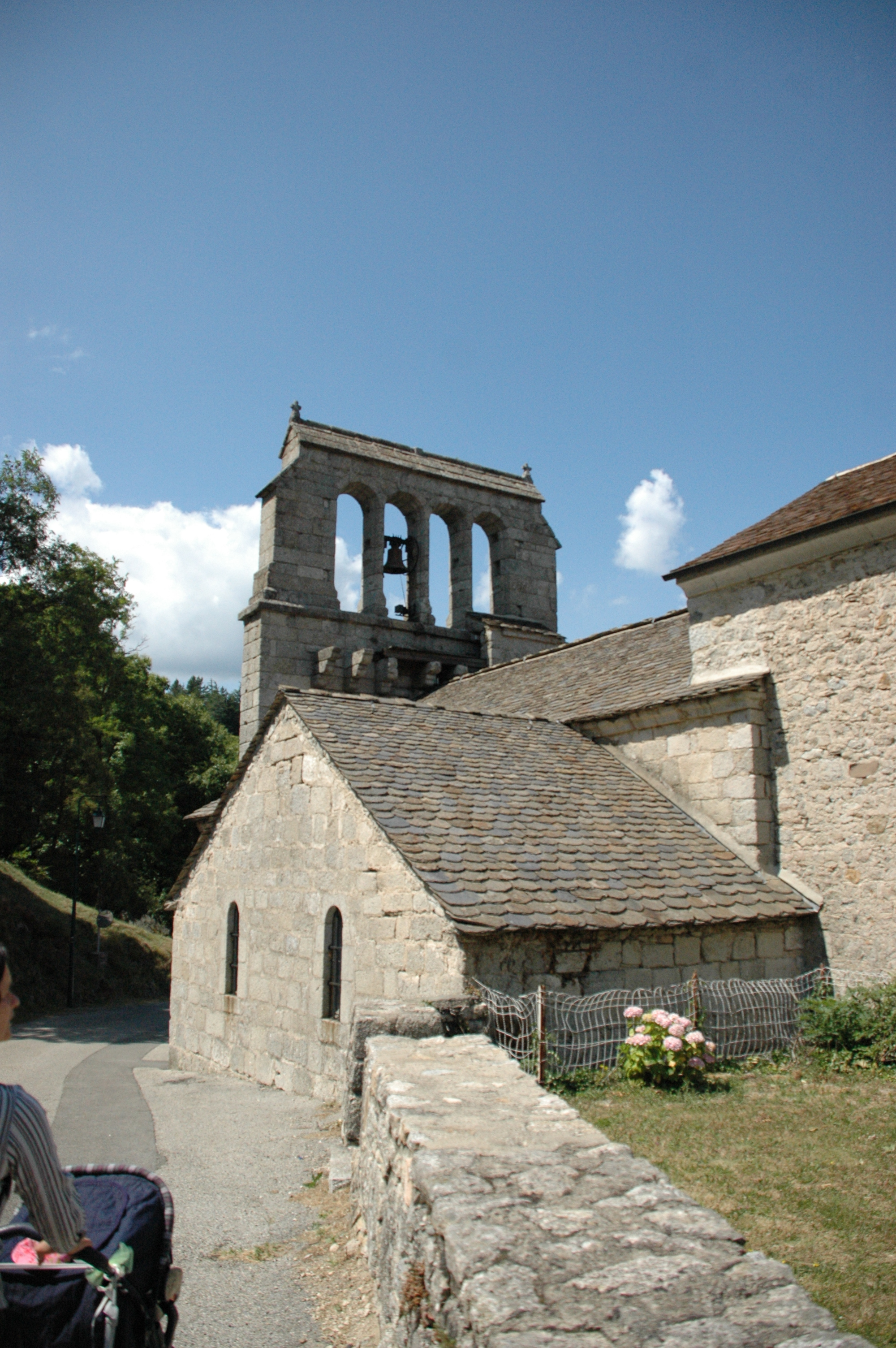

### Patrimoine environnemental
Concoules est situé sur la voie Regordane.

### Parcs et jardins
Le jardin du Tomple, jardin ornemental aménagé à partir de 1995 sur des terrasses schisteuses, est classé « jardin remarquable ».
Titus le jardin des Nymphaeas, jardin ornemental et pépinière spécialisée dans les plantes aquatiques et les nénuphars en particulier, aménagés à partir de 2016 sur les anciens prés.

### Personnalités liées à la commune
Concoules est le berceau de la famille d'Alphonse Daudet, son père Vincent Daudet (ou Daudé) est né au hameau de la Bise.

## Héraldique
| Blason de Concoules | Blason  | D'or à la fasce losangée d'argent et de sable.   |
| Blason de Concoules | Détails | Le statut officiel du blason reste à déterminer. |